# Bolitoglossa daryorum
Espèce
Bolitoglossa daryorum est une espèce d'urodèles de la famille des Plethodontidae.

## Répartition
Cette espèce est endémique du Guatemala. Elle se rencontre dans les départements d'El Progreso et de Baja Verapaz de 2 400 à 2 760 m d'altitude dans la Sierra de las Minas.

## Description
Les 9 spécimens observés lors de la description originale mesurent en moyenne 78,63 mm dont 32,26 mm pour la queue.

## Étymologie
Cette espèce est nommée en référence à la famille guatémaltèque des Dary, dont le père, Mario Dary Rivera (1928-1981) a fondé l'école de biologie à l'université de San Carlos ainsi que le "biotopo para la conservación del quetzal", et le fils, Mario Dary Fuentes, est devenu ministre de l'environnement et des ressources naturelles.

## Publication originale
- Campbell, Smith, Streicher, Acevedo & Brodie, 2010 : New salamanders (Caudata: Plethodontidae) from Guatemala, with miscellaneous notes on known species. Miscellaneous Publications, Museum of Zoology University of Michigan, no 200, p. 1-66.